# Oreophoetes
Oreophoetes is een geslacht van Phasmatodea uit de familie Diapheromeridae. De wetenschappelijke naam van dit geslacht is voor het eerst geldig gepubliceerd in 1904 door Rehn.

## Soorten
Het geslacht Oreophoetes omvat de volgende soorten:
- Oreophoetes mima (Giglio-Tos, 1898)
- Oreophoetes peruana
- Oreophoetes topoense Conle, Hennemann, Käch & Kneubühler, 2009